# Suseł
Suseł (Spermophilus) – rodzaj ssaków z podrodziny afrowiórek (Xerinae) w obrębie rodziny wiewiórkowatych (Sciuridae). Systematyka taksonu podlegała wielu zmianom. W Polsce dla gatunków, które według wcześniejszego podziału należały do Spermophilus (sensu lato), używano nazwy ‘suseł’.

## Rozmieszczenie geograficzne
Rodzaj obejmuje gatunki występujące w Eurazji.

## Morfologia
Długość ciała (bez ogona) 145–320 mm, długość ogona 25–105 mm; masa ciała 125–1100 g.

## Systematyka
Rodzaj zdefiniował w 1825 roku francuski przyrodnik Frédéric Cuvier w publikacji o tytule Des dents des mammifères considérées comme caractères zoologiques. Gatunkiem typowym jest (oznaczenie monotypowe) suseł moręgowany (S. citellus).

### Etymologia
- Citellus (Citillus): epitet gatunkowy Mus citellus Linnaeus, 1766; łac. cititius lub citellus ‘suseł’[18]. Gatunek typowy (oznaczenie monotypowe): 	Mus citellus Linnaeus, 1766.
- Spermophilus (Spermophillus, Spermatophilus, Spermophilis): gr. σπερμα sperma, σπερματος spermatos ‘nasienie, ziarno’; φιλος philos ‘wielbiciel, miłośnik’, od φιλεω phileō ‘kochać’[19].
- Colobotis (Otocolobus, Colobates): gr. κολοβος kolobos ‘skarłowaciały, krótki, okaleczony’; ους ous, ωτος ōtos ‘ucho’[20]. Gatunek typowy (oznaczenie monotypowe): Arctomys fulvus H. Lichtenstein, 1823.
- Mamspermophilus: modyfikacja zaproponowana przez meksykańskiego przyrodnika Alfonso Luisa Herrerę w 1899 roku polegająca na dodaniu do nazwy rodzaju przedrostka Mam (od Mammalia)[21].

### Podział systematyczny
Do niedawna do rodzaju zaliczano kilkadziesiąt gatunków, lecz na podstawie badań filogenetycznych z wykorzystaniem mitochondrialnego genu cytochromu b, takson podzielono na kilka mniejszych rodzajów: Callospermophilus, Ictidomys, Notocitellus, Otospermophilus, Spermophilus (sensu stricto), Poliocitellus, Urocitellus, oraz Xerospermophilus.
Po wspomnianej rewizji rodzaj Spermophilus obejmuje współcześnie występujące gatunki:
| Grafika | Gatunek                    | Autor i rok opisu                                    | Nazwa zwyczajowa    | Podgatunki         | Rozmieszczenie geograficzne | Podstawowe wymiary                               | Status IUCN |
| ------- | -------------------------- | ---------------------------------------------------- | ------------------- | ------------------ | --- | ------------------------------------------------ | ----------- |
|         | Spermophilus citellus      | (Linnaeus, 1766)                                     | suseł moręgowany    | gatunek monotypowy | dwa rozłączone obszary: Kotlina Panońska (Czechy, na wschód do zachodniej Rosji, na południe do północnej Serbii) oraz Półwysep Bałkański (Ukraina, na południe do północnej Gruzji i północno-zachodniej Turcji); reintrodukowany w Polsce | DC: 17,4–23 cm DO: 3,1–9 cm MC: 125–380 g        | EN          |
|         | Spermophilus taurensis     | Gündüz, Jaarola, Tez, Yeniyurt, Polly & Searle, 2007 | suseł tauryjski     | gatunek monotypowy | Turcja (góry Taurus (Erenkaya do Morca Yaylasi i wyżyna Salamut do Mut)) | DC: około 20 cm DO: około 6,1 cm MC: około 201 g | LC          |
|         | Spermophilus xanthoprymnus | (E.T. Bennett, 1835)                                 | suseł anatolijski   | gatunek monotypowy | Turcja (środkowe niziny, wschodnie wyżyny i Półwysep Teke), zachodnia Armenia (Alagez) i północno-zachodni Iran (Maku) | DC: 14,5–23 cm DO: 3,3–3,5 cm MC: 172–313 g      | NT          |
|         | Spermophilus suslicus      | (von Güldenstaedt, 1770)                             | suseł perełkowany   | gatunek monotypowy | Rosja (na wschód od rzeki Wołga) i Ukraina | DC: 18–26 cm DO: 3,6–5,7 cm MC: 180–220 g        | NT          |
|         | Spermophilus odessanus     | von Nordmann, 1842                                   |                     | gatunek monotypowy | wschodnia Polska, Mołdawia, Ukraina oraz izolowana populacja w zachodniej Białorusi | brak danych                                      | NE          |
|         | Spermophilus dauricus      | J.F. von Brandt, 1843                                | suseł dauryjski     | gatunek monotypowy | południowo-wschodnie Zabajkale w południowo-wschodniej Rosji, wschodnia Mongolia i północno-wschodnia Chińska Republika Ludowa (na południe do Shaanxi i Henan)                                                                             | DC: około 19 cm DO: 5,5–6,3 cm MC: około 224 g   | LC          |
|         | Spermophilus musicus       | Ménétries, 1832                                      | suseł kaukaski      | gatunek monotypowy | Rosja (północne zbocza Wielkiego Kaukazu) | DC: 20–24 cm DO: 3,4–5 cm MC: brak danych        | LC          |
|         | Spermophilus pygmaeus      | (Pallas, 1778)                                       | suseł karłowaty     | 4 podgatunki       | południowo-wschodnia Ukraina, Kaukaz Północny i obszar dolnego biegu rzeki Wołga (Rosja) do zachodniego Kazachstanu | DC: 17,5–26 cm DO: 2,5–5 cm MC: około 235 g      | LC          |
|         | Spermophilus major         | (Pallas, 1778)                                       | suseł rdzawy        | gatunek monotypowy | południowo-zachodnia Rosja i północny Kazachstan; introdukowany w północnym Kaukazie | DC: 25–32 cm DO: 7,3–10,5 cm MC: 500–570 g       | LC          |
|         | Spermophilus selevini      | (Argyropulo, 1941)                                   |                     | gatunek monotypowy | Rosja i Kazachstan | brak danych                                      | NE          |
|         | Spermophilus erythrogenys  | J.F. von Brandt, 1841                                | suseł rudolicy      | gatunek monotypowy | południowo-wschodnia Syberia (Rosja) i północno-wschodni Kazachstan | DC: 18,8–19,3 cm DO: 4,1–4,6 cm MC: około 355 g  | LC          |
|         | Spermophilus brevicauda    | J.F. von Brandt, 1843                                | suseł krótkoogonowy | 2 podgatunki       | Kazachstan, północny Kirgistan, skrajnie północna Mongolia i północno-zachodnia Chińska Republika Ludowa (północne Sinciang) | DC: około 28 cm DO: około 5,1 cm MC: 143–436 g   | LC          |
|         | Spermophilus vorontsovi    | Ermakov, Simonov & Lopatina, 2024                    |                     | gatunek monotypowy | południowa Rosja (Kraj Ałtajski oraz obwody kemerowski, nowosybirski i tomski) | DC: 22,5–28 cm DO: 4,5–5,3 cm MC: brak danych    | NE          |
|         | Spermophilus fulvus        | (H. Lichtenstein, 1823)                              | suseł żółty         | 3 podgatunki       | Rosja (na wschód od rzeki Wołga), na wschód do środkowego Kazachstanu, na południe do północno-zachodniego i północno-wschodneigo Iranu, północno-zachodniego Afganistanu i zachodniego Tadżykistanu; granice zasiuęgu nieznane             | DC: 22–28 cm DO: 7,1–8,5 cm MC: 0,27–1,1 kg      | LC          |
|         | Spermophilus relictus      | (Kashkarov, 1923)                                    | suseł reliktowy     | gatunek monotypowy | góry Tienszan w półudniowo-wschodnim Kazachstanie, wschodnim Uzbekistanie, Kirgistanie i północno-zachodnim Tadżykistanie | DC: 23–27 cm DO: 5,8–7,6 cm MC: brak danych      | LC          |
|         | Spermophilus nilkaensis    | Huo Lanxin & Wang Sibo, 1989                         | suseł tienszański   | gatunek monotypowy | wschodnia część gór Tienszan w południowo-wschodnim Kazachstanie, północno-wschodnim Kirgistanie i w zachodniej Chińskiej Republice Ludowej (zachodni Sinciang)                                                                             | DC: 20–24 cm DO: 6–7,5 cm MC: 190–405 g          | LC          |
|         | Spermophilus alashanicus   | Büchner, 1888                                        | suseł plamkoplecy   | gatunek monotypowy | północno-środkowa Mongolia i północno-środkowa CHińska Republika Ludowa (Mongolia Wewnętrzna, Ningxia, Gansu, Qinghai, Shaanxi i Shanxi) | DC: około 22 cm DO: około 7,6 cm MC: 192–224 g   | LC          |
|         | Spermophilus pallidicauda  | (Satunin, 1903)                                      | suseł blady         | gatunek monotypowy | południowa Mongolia i północna Chińska Republika Ludowa (wschodni Sinciang, północne Gansu i Mongolia Wewnętrzna) | DC: 19,8–23 cm DO: 3,5–5,3 cm MC: brak danych    | LC          |

Kategorie IUCN:  LC  – gatunek najmniejszej troski,  NT  – gatunek bliski zagrożenia,  EN  – gatunek zagrożony;  NE  – gatunki niepoddane jeszcze ocenie.
Opisano również gatunki wymarłe w czasach prehistorycznych:
- Spermophilus ambiguus (Pomel, 1853)[27] (Francja; fanerozoik)
- Spermophilus citelloides Kormos, 1916[28] (Węgry; późny plejstocen i holocen)[29]
- Spermophilus dietrichi Kretzoi, 1965[30] (Niemcy; plejstocen)
- Spermophilus musicoides (Gromov, 1957[31] (Kazachstan; plejstocen)
- Spermophilus nogaici (Topachevsky, 1957)[32] (Ukraina; plejstocen)[29]
- Spermophilus polonicus (Gromov, 1965[33] (Polska; plejstocen)
- Spermophilus praecox Sinitsa & Pogodina, 2019[34] (Ukraina; późny pliocen i wczesny plejstocen)
- Spermophilus primigenius (Kormos, 1934)[35]  (Węgry; plejstocen)[29]
- Spermophilus severskensis (Gromov, 1965)[36] (Rosja; plejstocen)
- Spermophilus tologoicus (Erbajeva & Pokatolov, 1965)[37] (Rosja; plejstocen)[29]